# Anthurium dolichocnemum
Anthurium dolichocnemum är en kallaväxtart som beskrevs av Thomas Bernard Croat. Anthurium dolichocnemum ingår i släktet Anthurium och familjen kallaväxter. Inga underarter finns listade.